# 奧德諾羅比夫卡 (佐洛喬夫區)
50°21′36″N 35°54′48″E / 50.36000°N 35.91333°E
奧德諾羅比夫卡（烏克蘭語：Одноробівка）是位於烏克蘭東部的村莊，由哈爾科夫州博霍杜希夫區的佐洛奇夫市鎮負責管轄。該村始建於1724年，面積0.55平方公里，海拔高度194米，2001年人口1,100，人口密度每平方公里2,014.7人。